# برادران معجزه‌گر
برادران معجزه‌گر (کره‌ای: 기적의 형제؛ انگلیسی: Miraculous Brothers) یک مجموعه تلویزیونی محصول کره جنوبی سال ۲۰۲۳ با بازی جونگ وو، به هیون سونگ، اوه مان سوک و لی کی وو است. این مجموعه از ۲۸ ژوئن تا ۱۷ اوت ۲۰۲۳، روزهای چهارشنبه و پنجشنبه ساعت ۲۲:۳۰ (کی‌اس‌تی) از جی‌تی‌بی‌سی برای ۱۶ قسمت پخش شد. برادران معجزه‌گر همچنین برای استریم در ویکی و ویو در مناطق منتخب قابل دسترسی است.